# Przerośl (jezioro)
Przerośl – jezioro rynnowe w Polsce, w gminie Dubeninki, znajdujące się na granicy otuliny Parku Krajobrazowego Puszczy Rominckiej. Po północnej stronie jeziora, przy drodze wojewódzkiej nr 651 leży niewielka wieś Kiepojcie. Powierzchnia jeziora wynosi ok. 65 ha, wymiary: długość w linii prostej – 2200 m, szerokość – 520 m, długość linii brzegowej – ok. 5400 m, maksymalna głębokość – 28,2 m. Dno jeziora jest piaszczysto-kamieniste.
Na północnym krańcu zbiornika znajduje się wypływ rzeki Bludzi, na południu połączone jest z Jeziorem Kościelnym.